# Jean Yanne
Jean Yanne (18 de julio de 1933 - 23 de mayo de 2003) fue un actor francés de cine y teatro.

## Filmografía

### Actor
- 1963: La Femme spectacle, de Claude Lelouch.
- 1964: La Vie à l'envers, de Alain Jessua.
- 1966: Bang Bang (Les aventures de Sheila !), de Serge Piollet.
- 1966: Le vicomte règle ses comptes, de Maurice Cloche.
- 1966: Monnaie de singe, de Yves Robert.
- 1966: La Ligne de démarcation, de Claude Chabrol.
- 1967: Week End, de Jean-Luc Godard.
- 1968: Erotissimo, de Gérard Pirès.
- 1968: Un drôle de colonel, de Jean Girault.
- 1969: Que la bête meure, de Claude Chabrol.
- 1969: Ces messieurs de la famille, de Raoul André.
- 1970: Le Boucher, de Claude Chabrol.
- 1970: Fantasia chez les ploucs, de Gérard Pirès.
- 1970: Êtes-vous fiancée à un marin grec ou à un pilote de ligne ?, de Jean Aurel.
- 1971: Le saut de l'ange, de Yves Boisset.
- 1971: Laisse aller... c'est une valse!, de Georges Lautner.
- 1972: Nous ne vieillirons pas ensemble, de Maurice Pialat.
- 1974: Touche pas à la femme blanche, (Don't Touch The White Woman!), de Marco Ferreri.
- 1976: Armaguédon, de Alain Jessua.
- 1977: L'Imprécateur, de Jean-Louis Bertucelli.
- 1977: Moi, fleur bleue, de Éric Le Hung.
- 1978: La Raison d'État, de André Cayatte.
- 1981: Asphalte, de Denis Amar.
- 1983: Hanna K., de Costa-Gavras.
- 1984: Papy fait de la résistance, de Jean-Marie Poiré.
- 1984: Le téléphone sonne toujours deux fois!!, de Jean-Pierre Vergne.
- 1986: Le Paltoquet, de Michel Deville.
- 1986: Attention bandits !, de Claude Lelouch.
- 1987: Cayenne palace, de Alain Maline.
- 1987: Fucking Fernand, de Gérard Mordillat.
- 1991: Madame Bovary, de Claude Chabrol.
- 1991: Le Bal des casse-pieds, de Yves Robert.
- 1991: Indochine, de Régis Wargnier.
- 1992: La Légende, de Jérôme Diamant-Berger.
- 1992: La Sévillane, de Jean-Philippe Toussaint.
- 1992: L'Affaire Seznec, de Yves Boisset.
- 1993: Pétain, de Jean Marbeuf.
- 1993: Profil bas, de Claude Zidi.
- 1993: Chacun pour soi, de Jean-Michel Ribes.
- 1993: Fausto, de Remy Duchemin.
- 1994: Regarde les hommes tomber, de Jacques Audiard.
- 1994: Le Radeau de la Méduse, de Iradj Azimi.
- 1995: Victory, de Mark Peploe.
- 1995: Désiré, de Bernard Murat.
- 1995: Des nouvelles du bon Dieu, de Didier Le Pêcheur.
- 1995: Le Hussard sur le toit, de Jean-Paul Rappeneau.
- 1996: Beaumarchais, l'insolent, de Édouard Molinaro.
- 1996: Enfants de salaud, de Tonie Marshall.
- 1996: Mo, de Yves-Noël François.
- 1996: Fallait pas !, de Gérard Jugnot.
- 1996: Tenue correcte exigée, de Philippe Lioret.
- 1999: Hygiène de l'assassin, de François Ruggieri.
- 1999: Je règle mon pas sur le pas de mon père, de Rémi Waterhouse.
- 1999: Belle Maman, de Gabriel Aghion.
- 1999: Féroce, de Gilles de Maistre.
- 2000: Les Acteurs, de Bertrand Blier.
- 2001: Le pacte des loups (Brotherhood of the Wolf), de Christophe Gans.
- 2001: Vertige de l'amour, de Laurent Chouchan.
- 2002: Adolphe, de Benoît Jacquot.
- 2002: Pequeñas heridas, de Pascal Bonitzer.
- 2002: películaTamango, de Jean Roké Patoudem.
- 2002: Atomik circus: le retour de James Bataille, de Didier Poiraud, Thierry Poiraud.
- 2002: Gomez et Tavares, de Gilles Paquet-Brenner.
- 2003: Les Thibault

### Director
- 1972: Tout le monde il est beau, tout le monde il est gentil (Everybody's handsome, Everybody's Nice).
- 1972: Moi y'en a vouloir des sous
- 1973: Les Chinois à Paris
- 1975: Chobizenesse
- 1978: Je te tiens, tu me tiens par la barbichette
- 1982: Deux heures moins le quart avant Jésus-Christ
- 1984: Liberté, égalité, choucroute

### Premios y distinciones
Festival Internacional de Cine de Cannes
| Año  | Categoría   | Película                         | Resultado |
| ---- | ----------- | -------------------------------- | --------- |
| 1972 | Mejor actor | Nous ne vieillirons pas ensemble | Ganador   |